# 卯月妙子
卯月 妙子（うづき たえこ、1971年12月30日 - ）は、日本の漫画家、エッセイスト。元AV女優、SMストリッパー。岩手県宮古市出身。

## 来歴・人物
1991年『タブー』（三和出版）で漫画家デビューする。以降、SM雑誌などでエッセイ漫画を発表していた。その後『マンガ・エロティクス』（太田出版）誌上で発表したコミックエッセイ『実録企画モノ』が話題となり、徐々にファンを獲得し始める。名前の由来は、「疼きたい子」。
私生活では、重度の発達障害を持って生まれており、10歳の頃から幻聴や幻覚などが始まっていた。中学3年生の時に初めて自殺未遂を図る。19歳から統合失調症の治療を開始し、20歳の時に元夫と結婚し一児を儲けるも、元夫の会社が倒産。借金返済のためにホステスやストリップ嬢、AV女優になる。排泄物や嘔吐物、ミミズを食べるなどの過激なAVに出演し、カルトな人気を得る。
その矢先、精神病を患っていた元夫が投身自殺（正確には植物状態のち死亡）。以来、幼少の頃から悩まされていた統合失調症が悪化、自傷行為や殺人欲求などの症状のため入退院とオーバードーズを繰り返し、手の震えから、漫画を描くことすら困難になり断筆状態に陥る。
閉鎖病棟への入院と自殺未遂を繰り返しながらも、女優として舞台などで活動を続けるが、2004年には新宿のストリップ劇場にて、舞台上で喉を刃物で切る自殺未遂を行う。3日間意識不明であったが、一命を取り留める。その後、舞台復帰するも、2009年、歩道橋から投身して顔面崩壊と片眼を失明する大怪我を負う。なお、2011年に舞台復帰。
2012年、2002年に刊行された『新家族計画』の2巻以来10年ぶりとなる描き下ろし単行本『人間仮免中』を発表。卯月の近況を描いた自伝的漫画となっている。
2012年時点で精神病院の入退院を7回（うち2回は措置入院）経験している。
『人間仮免中』は「このマンガがすごい!2013」でオトコ編3位、『本の雑誌』が選ぶ2012年度ベストテン第1位、「THE BEST MANGA 2013このマンガを読め!」第2位、『オトナファミ』2013年2月号に掲載された全国3000店の書店員によるアンケート結果を集計した「2012年コレ読んで漫画ランキングBEST50」で第2位となり高評価を得た。2022年時点で12万5000部の発行を記録。
2014年、アートプログラム「Moving Distance：2579枚の写真と11通の手紙」（主催：東京芸術劇場〈公益財団法人東京都歴史文化財団〉豊島区）にて、東日本大震災をテーマにした描き下ろしの展示作品を発表する。
2016年には『人間仮免中』の続編となる『人間仮免中つづき』が出版された。
2017年より書き溜めたネームを『人間仮免中つづきのつづき』として発表するために公式Twitterを開設。
2018年、現在執筆中断中の作品である『実録閉鎖病棟』の完成に向け、執筆作業を再開した。

## 作風
実体験を元にしたエッセイ漫画を主に発表している（本人曰く、実体験を反映させた物語しか描けないとのこと）。深刻な話や自身の過激すぎる体験、絶望的な出来事や暗く悲惨な内容などを、あっけらかんとユーモラスに表現しており、作風は不思議と全体的にギャグ漫画調で明るく描いているのが特徴的である。

## 漫画作品

### 単行本
- 実録企画モノ（2000年 太田出版 ISBN 978-4872334937）
- 新家族計画 Vol.1（2001年 太田出版 ISBN 978-4872335767）
- 新家族計画 Vol.2（2002年 太田出版 ISBN 978-4872336429）
- 人間仮免中（2012年 イースト・プレス ISBN 978-4781607412）
- 人間仮免中つづき（2016年 小学館 ISBN 978-4091892898）
- 完全復刻版 卯月妙子の憚はばかり日記（2019年 太田出版）※電子書籍
- 完全復刻版 卯月妙子の浮世の恥も放屁一発（2019年 太田出版）※電子書籍
- 鬱くしき人々のうた　実録・閉鎖病棟（2021年、太田出版）ISBN 978-4778323127

### その他
- 実録閉鎖病棟（2006年 太田出版）※序章のみ[12]
- 港町ブルース（『ビッグコミックオリジナル』2022年10号[13] - ） - デジタル版限定連載[13]

### 同人誌
1993年から1996年頃にかけてエロ本に描いた作品をまとめた同人誌。2019年10月に太田出版から電子書籍化された。
- 卯月妙子の憚はばかり日記（2001年 卯月乃商会）
- 卯月妙子の浮世の恥も放屁一発（2001年 卯月乃商会）

## 出演作品

### アダルトビデオ
- 便器が出るテレビ - 監督:高槻彰。デビュー作[14]。
- 乙女の恥じらい（1994年・シネマジック）
- 人妻残虐鼻責めの刑（1995年）
- エネマ痴帯5 浣腸コレクション（1997年）
- レズビアン 淫獣の館（1998年、KUKI）
- 女塾 絶叫のアクメ悶え狂い（2001年）
- ウンゲロミミズ エログロドキュメント （2008年・V&Rプランニング、監督：井口昇）
- ウンゲロミミズ エログロドキュメント2（2008年・V&Rプランニング、監督：井口昇）

### 成年向け映画
- 縛師 Bakushi（監督：廣木隆一）
- 花と蛇（2004年、監督・脚本：石井隆）- M女 役

## 参考資料
- いしかわじゅん「漫画の時間」『週刊文春』文芸春秋社、2012年8月2日号、p 129